# Ismael López
Ismael López Blanco (ur. 29 stycznia 1990 w Pampelunie) – hiszpański piłkarz występujący na pozycji obrońcy.